# Coccoderus amazonicus
Coccoderus amazonicus är en skalbaggsart som beskrevs av Bates 1870. Coccoderus amazonicus ingår i släktet Coccoderus och familjen långhorningar. Inga underarter finns listade i Catalogue of Life.